# Numidio Quadrato
Numidio Quadrato – stacja na linii A metra rzymskiego. Stacja została otwarta w 1980 roku. 